# Triângulo equilátero
Em geometria, um triângulo equilátero é todo triângulo em que os três lados são iguais, triângulos equiláteros também são equiangulares, isto é, todos os três ângulos internos são congruentes um com o outro e medem {\displaystyle 60^{\circ }}. Eles são polígonos regulares, e, portanto, podem também serem referidos como triângulos regulares.

## Principais evoluções

Triângulo equilátero

Assumindo que os comprimentos dos lados do triângulo são {\displaystyle l\,\!}, podemos determinar através do Teorema de Pitágoras que:
- A área é {\displaystyle A={\frac {\sqrt {3}}{4}}l^{2}}
- O perímetro {\displaystyle p=3l\,\!}
- O raio do círculo circunscrito é {\displaystyle R={\frac {\sqrt {3}}{3}}l}
- O raio do círculo inscrito é {\displaystyle r={\frac {\sqrt {3}}{6}}l}
- O centro geométrico do triângulo está no centro dos círculos circunscritos e inscritos
- A altura a partir de qualquer lado é {\displaystyle h={\frac {\sqrt {3}}{2}}l}.

Muitas dessas relações podem ser escritas em função da altura ({\displaystyle h}), que será comum aos três lados:
- A área é {\displaystyle A={\frac {h^{2}}{\sqrt {3}}}}
- O lado é {\displaystyle l={\frac {2h}{\sqrt {3}}}}
- O perímetro é {\displaystyle P={\frac {h^{2}{\sqrt {3}}}{\left({\frac {h}{2}}\right)}}} ou {\displaystyle P={\frac {6h}{\sqrt {3}}}}
- O raio do círculo circunscrito é {\displaystyle R={\frac {2h}{3}}}
- O Apótema do círculo que circunscreve o triângulo é {\displaystyle a={\frac {h}{3}}}
- É um triângulo acutângulo.